# Anton Reißner

Anton Reißner

Anton Reißner, genannt Toni, (* 30. Dezember 1890 in München; † ungefähr am 15. Mai 1940 in Amsterdam) war ein deutscher Politiker (SPD).

## Leben und Wirken

### Jugend und Ausbildung (1890 bis 1914)
Reißner war der Sohn eines Kupferschmieds. Nach der Volksschule arbeitete er als Handelshilfsarbeiter („Ausgeher“), ab 1909 als Buchhandlungsgehilfe. Er wurde bereits früh Mitglied des „Zentralverbandes der Handels-, Transport- und Verkehrsarbeiter und -Arbeiterinnen Deutschlands“ und der SPD. Am 20. März 1908 wurde er auf einer Jugendversammlung zum 1. Vorsitzenden der Münchner Jugendabteilungsleitung gewählt.
1909 wurde Reißner zum Bezirksleiter des Münchner Bezirks 16 (Lehel-Bogenhausen) innerhalb der Ortsverwaltung I des „Deutschen Transportarbeiter-Verbandes“ gewählt, in dessen Gauvorstand er im selben Jahr aufgenommen wurde. Am 1. Januar 1912 wurde er hauptamtlicher Funktionär bei der Ortsverwaltung München, zu deren 1. Schriftführer er am 3. März 1912 gewählt wurde. Am 16. Februar 1913 wurde er zum 2. Kassierer der Ortsverwaltung gewählt. Reißner behielt bis 1914 den Vorsitz im Bezirk Lehel-Bogenhausen und als Beisitzer im Gauvorstand. Vom 7. bis 13. Juni 1914 war er als Delegierter beim Verbandstag im „Volkshaus“ in Köln.
Ab dem 11. August 1914 war Reißner im Ersten Weltkrieg. Er kämpfte mit einem Infanterieregiment an der Westfront. Im März 1915 wurde er verwundet und in ein Lazarett in Colmar eingeliefert. Im Juli 1916 wurde er als Mitglied eines Jägerregimentes erneut verwundet. Die Folgezeit verbrachte er in Lazaretten in Trier und München. Von September 1918 bis Februar 1920 war er in französischer Kriegsgefangenschaft.

### Politische Karrieren in der Weimarer Republik (1919 bis 1933)
Nach seiner Rückkehr nach Deutschland wurde Reißner hauptamtlicher Angestellter beim Vorstand des Deutschen Transportarbeiter-Verbandes in Berlin. 1921 wurde er an der Akademie der Arbeit in Frankfurt am Main ausgebildet. In der Hauptverwaltung war er unter anderem für Beamtenfragen zuständig. Am 12. Oktober 1923 wurde er Arbeitnehmervertreter für den Handel. Etwa zur gleichen Zeit wurde Reißner Mitglied des „Vorläufigen Reichswirtschaftsrates“.
Vom 12. bis 14. Januar 1925 nahm Reißner am 1. Bundeskongress des Allgemeinen Deutschen Beamtenbundes in Berlin teil. Auf der Gründungsversammlung des Gesamtverbandes der Arbeitnehmer der öffentlichen Betriebe und des Personen- und Warenverkehrs vom 7. bis 10. Oktober 1929 in Berlin wurde er zum Vorstandssekretär gewählt. Auf der 1. Reichskonferenz der Straßen-, Privat-, Hafen- und Werksbahner im Gesamtverband am 11. Dezember 1929 in Berlin gab Reißner als Ersatzmann des erkrankten Gewerkschaftsvorsitzenden Oswald Schumann den Bericht über den Zusammenschluss des Transportarbeiterverbands mit dem Verband der Gemeinde- und Staatsarbeiter, dem Verband Deutscher Berufsfeuerwehrmänner und dem Verband der Gärtner und Gärtnereiarbeiter ab.
Vom 15. bis 21. September 1926 war Reißner Delegierter auf dem Kongress der Internationalen Transportarbeiter-Föderation (ITF) in Paris und vom 7. bis 13. August 1932 auf der ITF-Konferenz in Prag. Danach war er bis 1932 regelmäßiger Delegierter auf den Tagungen des internationalen Berufssekretariats.
Als Nachfolger Gerhard Försters wurde Reißner am 25. April 1930 Leiter des Dezernats für Bildungs- und Werbefragen. Als solcher trug er Verantwortung für die Bundesschule in Bernau und für die Bildungseinrichtungen der Bezirks- und Ortsverwaltungen. Sein Streben in dieser Funktion galt dem Ziel, die Organisation durch eine Reduzierung der untergeordneten Teilgliederungen übersichtlicher zu machen.
Auf dem 13. Bundestag der Gewerkschaften wurde Reißner als neues Mitglied in den erweiterten Gewerkschaftsvorstand gewählt.
Nachdem seine erste Reichstagskandidatur 1928 gescheitert war, war Reißner von 1930 bis 1933 Mitglied des Reichstages für die SPD. In der 6. Wahlperiode (1932) wurde er in den 14. Ausschuss (Beamtenangelegenheiten) gewählt, außerdem wurde er vom Reichstag zum stellvertretenden Mitglied des Verwaltungsrates der Deutschen Reichspost bestimmt. Am 13. April 1932 war Reißner Delegierter auf dem 5. Bundestag des Allgemeinen Deutschen Gewerkschaftsbundes in Berlin, auf dem die freien Gewerkschaften ihr Konjunkturprogramm zur Bekämpfung der Wirtschaftskrise präsentierten.
In der Spätphase der Weimarer Republik trat Reißner öffentlich gegen Sozialabbau und die Übertragung der Macht im Staat an die Nationalsozialisten ein („weil die Erziehung zum Fanatismus, die in der Nazibewegung absichtsvoll gepflegt wird, jedes selbständige und kritische Denken ertötet“). Daneben war er einer der schärfsten Gegner der kommunistischen Gewerkschaftspolitik innerhalb der freien Gewerkschaftsbewegung, blieb zugleich aber strammer Antikapitalist („Wir müssen das kapitalistische System beseitigen, das die schwere Schuld für die wirtschaftlichen, sozialen und politischen Zustände unserer Zeit trägt“).

### Zeit des Nationalsozialismus und Emigration (1933 bis 1940)
Im März 1933 stimmte Reißner als einer von 94 Abgeordneten gegen das nationalsozialistische Ermächtigungsgesetz. Deshalb wurde er am 3. April 1933 während einer Gewerkschaftssitzung kurzfristig verhaftet. Am 2. Mai 1933 wurde Reißner während der Besetzung des Gewerkschaftshauses durch die SA erneut verhaftet. Er wurde erst in das Antikriegsmuseum in der Parochialstraße gebracht und später ins Strafgefängnis nach Plötzensee überstellt, wo er die nächsten Monate als „Schutzhäftling“ gefangengehalten wurde.
Nach seiner Haftentlassung floh Reißner mit seiner Familie in die Niederlande.
Im Exil stand Reißner in enger Verbindung zur Führung der Sopade. Seit seiner Gründung war Reißner Mitglied der Exilorganisation der Allgemeinen Deutschen Gewerkschaften. Von Januar 1937 bis 1938 war er Redakteur der Gewerkschafts-Zeitung des Exilorgans der Auslandsvertretung der Deutschen Gewerkschaften (ADG). Ab Mai 1939 war er Nachfolger Ernst Schumachers als Korrespondent der „Deutschland-Berichte“ für Nordwestdeutschland. 1939 bis 1940 war er Redakteur der Neuen Gewerkschaftszeitung. In Amsterdam war Reißner zudem Mitarbeiter der „Freien Presse“.
Vom 8. bis 11. Juli 1936 war Reißner in London Teilnehmer am Kongress des Internationalen Gewerkschaftsbundes (IGB) und im August 1938 Teilnehmer an der ADG-Konferenz in Mühlhausen.
1939 scheiterten Reißners Bemühungen, beim IGB die Errichtung einer ADG-Zentrale in London für verstärkte Aktivitäten gegen das NS-Regime im Kriegsfall durchzusetzen. Nahezu einmütig hatten sich die AGB-Leitungen im Ausland dafür ausgesprochen, Reißner für dieses Amt vorzusehen.
Als Anhänger Fritz Tarnows wollte Reißner nach dem nationalsozialistischen Zusammenbruch die alten Gewerkschaftsstrukturen wiederherstellen. Eine Zusammenarbeit mit Kommunisten und der Internationalen Transportarbeiter-Föderation lehnte er ab („Auf keinen Fall gönne ich diesen Leuten irgendeinen Einfluss beim Wiederaufbau der deutschen Arbeiter- und Gewerkschaftsbewegung.“).
Im Februar 1940 wurde Reißner in Deutschland ausgebürgert. Nach dem deutschen Einmarsch in den Niederlanden nahm Reißer sich im Mai 1940 zusammen mit seiner Frau Anna, geborene Wörle, (1890–1940) und dem Sohn Erwin (1916–1940), durch Gasvergiftung das Leben. Die Tochter Gisela (* 1920) überlebte.